# Leucotmemis cosquinensis
Leucotmemis cosquinensis är en fjärilsart som beskrevs av Eugenio Giacomelli 1928. Leucotmemis cosquinensis ingår i släktet Leucotmemis och familjen björnspinnare. Inga underarter finns listade i Catalogue of Life.